# Варшавское (электродепо)
Электродепо́ «Варша́вское» (ТЧ-8) — электродепо Московского метрополитена, обслуживающее Серпуховско-Тимирязевскую линию c 4 ноября 1983 года и Бутовскую линию c 27 декабря 2003 года.

## История
Депо открыто вместе с первыми станциями Серпуховской линии в 1983 году. В настоящее время депо вместе с ТЧ-14 «Владыкино» обслуживает Серпуховско-Тимирязевскую линию и с 2003 года — Бутовскую линию.

### Обслуживаемые линии
| Линия                     | Период                                                        |
| ------------------------- | ------------------------------------------------------------- |
| Серпуховско-Тимирязевская | 1983 — настоящее время (до 1991 — единственное депо на линии) |
| Бутовская                 | 2003 — настоящее время                                        |

## Подвижной состав

### Пассажирский подвижной состав
| Тип вагонов                      | Период                            | Вагонов в составе | Состояние               |
| -------------------------------- | --------------------------------- | ----------------- | ----------------------- |
| 81-717/714                       | 1983—2014                         | 8                 | списаны                 |
| 81-717.5/714.5, 81-717.5М/714.5М | 2003—2004                         | 4                 | переданы                |
| 81-740/741 «Русич»               | 2003 — настоящее время            | 3                 | регулярная эксплуатация |
| 81-740А/741А «Русич»             | в 2004, 2006 — настоящее время    | 3                 | регулярная эксплуатация |
| 81-740.1/741.1 «Акварель»        | 9 апреля — 1 июня 2007            | 5                 | переданы                |
| 81-760/761 «Ока»                 | 26 декабря 2012 — настоящее время | 8                 | регулярная эксплуатация |
| 81-740.4/741.4 «Русич»           | 2013 — настоящее время            | 3                 | регулярная эксплуатация |
| 81-740.1/741.1 «Русич»           | 30 мая 2016 — настоящее время     | 3                 | регулярная эксплуатация |

В конце 2012 года в депо стали поступать составы из вагонов 81-760/761 «Ока», которые к январю 2014 года полностью заменили старые вагоны 81-717/714. В депо также имелся грузовой поезд.